# Ван Ліпін
Ван Ліпін (кит.: 王丽萍; нар. 8 липня 1976, Фенчен, Даньдун, Ляонін, Китай) — китайська легкоатлетка, що спеціалізується на спортивній ходьбі, олімпійська чемпіонка 2000 року.

## Кар'єра
| Рік             | Змагання         | Місто                | Місце           | Дисципліна      | Примітки        |
| Представник КНР | Представник КНР  | Представник КНР      | Представник КНР | Представник КНР | Представник КНР |
| --------------- | ---------------- | -------------------- | --------------- | --------------- | --------------- |
| 2000            | Олімпійські ігри | Сідней, Австралія    | 1               | ходьба на 20 км | 1:29:05         |
| 2004            | Олімпійські ігри | Афіни, Греція        | 8               | ходьба на 20 км | 1:30:16         |
| 2005            | Чемпіонат світу  | Гельсінкі, Фінляндія | —               | ходьба на 20 км | DNF             |